# Clément Beaud
Clément Beaud (* 7. Dezember 1980) ist ein ehemaliger kamerunischer Fußballspieler.

## Karriere
Beaud begann seine Profikarriere bei Tonnerre Yaoundé. Mit der U23-Auswahl Kameruns nahm er bei den Olympischen Sommerspielen 2000 in Sydney teil, wo er nur im Halbfinale zum Einsatz kam. Die Mannschaft gewann auch das Finale und wurde Olympiasieger. 2001 wechselte Beaud nach Polen zu Widzew Łódź, für die er bis 2003 spielte, ehe er nach Litauen zum FK Vėtra wechselte. Doch bereits nach einem Jahr folgte ein erneuter Wechsel. Fortan war Beaud in Portugal für Académica de Coimbra, Moreirense FC, SC Esmoriz, Académico de Viseu FC, SC Penalva do Castelo, CD Operário und CD Cinfães aktiv.